# 78e cérémonie des New York Film Critics Circle Awards
La 78e cérémonie des New York Film Critics Circle Awards (NYFCC Awards), décernés par le New York Film Critics Circle, a eu lieu le 3 décembre 2012, et a récompensé les films réalisés dans l'année,.

## Palmarès

### Meilleur film
- Zero Dark Thirty
  - Argo
  - Moonrise Kingdom

### Meilleur réalisateur
- Kathryn Bigelow pour Zero Dark Thirty
  - Ben Affleck pour Argo
  - Paul Thomas Anderson pour The Master

### Meilleur acteur
- Daniel Day-Lewis pour le rôle d'Abraham Lincoln dans Lincoln
  - Jack Black pour le rôle de Bernie Tiede dans Bernie
  - Denis Lavant pour le rôle de M. Oscar dans Holy Motors
  - Joaquin Phoenix pour le rôle de Freddie Quell dans The Master

### Meilleure actrice
- Rachel Weisz pour le rôle de Hester Collyer dans The Deep Blue Sea
  - Jessica Chastain pour le rôle de Maya dans Zero Dark Thirty
  - Jennifer Lawrence pour les rôles de Katniss Everdeen dans Hunger Games et de Tiffany Maxwell dans Happiness Therapy (Silver Linings Playbook)
  - Emmanuelle Riva pour le rôle d'Anne dans Amour

### Meilleur acteur dans un second rôle
- Matthew McConaughey pour les rôles de Dallas dans Magic Mike et de Danny Buck Davidson dans Bernie
  - Christoph Waltz pour le rôle du Dr King Schultz dans Django Unchained
  - Tommy Lee Jones pour le rôle de Thaddeus Stevens dans Lincoln

### Meilleure actrice dans un second rôle
- Sally Field pour le rôle de Mary Todd Lincoln dans Lincoln
  - Anne Hathaway pour les rôles de Selina Kyle dans The Dark Knight Rises et de Fantine dans Les Misérables

### Meilleur premier film
- David France pour How to Survive a Plague
  - Benh Zeitlin pour Les Bêtes du sud sauvage (Beasts of the Southern Wild)

### Meilleur scénario
- Lincoln – Tony Kushner
  - Zero Dark Thirty – Mark Boal
  - Moonrise Kingdom – Roman Coppola et Wes Anderson

### Meilleure photographie
- Zero Dark Thirty – Greig Fraser
  - The Master – Mihai Malăimare Jr.

### Meilleur film en langue étrangère
- Amour •  Autriche  France
  - Holy Motors •  France
  - Il était une fois en Anatolie (Bir Zamanlar Anadolu'da) •  Turquie /  Bosnie-Herzégovine

### Meilleur film d'animation
- Frankenweenie
  - L'Étrange Pouvoir de Norman (ParaNorman)
  - Rebelle (Brave)

### Meilleur film documentaire
- The Central Park Five
  - The Gatekeepers
  - Ceci n'est pas un film (این فیلم نیست)

### Special Award
- Milestone Films